# Arala Lacus
L'Arala Lacus è una struttura geologica della superficie di Titano.